# Cecilio Navarro Subías
Cecilio Navarro Subías (Zaragoza, 1881 - ibídem, 1969) fue un cantador de jota aragonesa que tuvo su época de máximo esplendor desde 1907, cuando comenzó su carrera como cantante, hasta los años de la Gran Guerra, si bien permaneció activo hasta 1949.
Nacido en el Barrio de San Pablo de Zaragoza, obtuvo los primeros premios del Certamen Oficial de Jota de Zaragoza de 1909 y 1911 y los premios extraordinarios (reservados a quienes ya tuvieran en su haber el primer premio) de los años 1912, 1913, 1915 y 1916.
Dominaba un amplio espectro de estilos de jota: las «zaragozanas puras» «bailaderas» y «rondaderas» o jotas de ronda. Cantó también jotas a dúo con el célebre amigo cantador y rival Miguel Asso y con Consuelo Navarro, su hija y magnífica bailadora.
Grabó alrededor de ciento veinte tonadas de jota, de las cuales más de una decena figuran entre las mejores de la historia de la jota cantada en Aragón.